# Alain Setrouk
Né le 6 janvier 1945, Alain Setrouk est un karatéka français qui a été champion du monde en kumite par équipes à Paris en 1972 avec Gilbert Gruss, François Petitdemange, Guy Sauvin et Dominique Valera.
Il a été l'un des pionniers du Kyokushinkaï en France. Chercheur et enseignant, Alain Setrouk est réputé pour son approche réaliste du combat et de la self défense avec ou sans arme.[réf. nécessaire]

## Palmarès
- 8e dan en karaté kyokushin
- 1972:  Médaille d'or en kumite par équipe aux championnats du monde de karaté 1972 à Paris, en France[1].